# ييرميكييفو
ييرميكييفو (بالروسية: Ермекеево) هي مدينة في جمهورية باشكورتوستان في روسيا.
يبلغ عدد سكانها حوالي 4152 نسمة.